# 聯合國安全理事會第75號決議
聯合國安理會第75號決議是1949年9月27日在聯合國安全理事會第448次會議通過的。安理會收到聯合國大會的決議案，獲授權決定委員會副代表事宜，這項決議決定為聯合國印度尼西亞委員會及聯合國印度巴基斯坦委員的各委員國副代表補發已付的旅費及生活開支。
該決議在烏克蘭蘇維埃社會主義共和國反對，古巴、埃及和蘇聯棄權下，以7票對1票通過。

## 外部連結
- 75號決議全文 （页面存档备份，存于）